# Списък на реките в Оклахома
Списъкът на реките в Оклахома включва основните реки, които текат в щата Оклахома, Съединените американски щати.
Територията на щата попада изцяло във водосборния басейн на Мексиканския залив. Всички реки и потоци в Оклахома се вливат главно в реките Ред Ривър и Арканзас, които от своя страна изливат водите си в река Мисисипи.

## По речни системи
Ред Ривър
- Ред Ривър
  - Литъл Ривър
  - Киамичи
  - Уошита
  - Норд Форк Ред Ривър
  - Солт Форк Ред Ривър

Арканзас
- Арканзас
  - Канейдиън
    - Норд Канейдиън
      - Дийп Форк
      - Улф Крийк
      - Бийвър Ривър

  - Неошо
  - Вердигрис
    - Кейни Ривър
    - Бърд Крийк

  - Симарън
    - Търки Крийк

  - Блек Беър
  - Солт Форк Арканзас
    - Чикаския
    - Медисин Лодж

## По азбучен ред
- Арканзас
- Бийвър Ривър
- Блек Беър
- Бърд Крийк
- Вердигрис
- Дийп Форк
- Канейдиън
- Кейни Ривър
- Киамичи
- Литъл Ривър
- Медисин Лодж
- Неошо
- Норд Канейдиън
- Норд Форк Ред Ривър
- Ред Ривър
- Симарън
- Солт Форк Арканзас
- Солт Форк Ред Ривър
- Търки Крийк
- Улф Крийк
- Уошита
- Чикаския